# Karl Toosbuy
Karl-Heinz Werner Toosbuy (23. februar 1928 i Holte – 8. juni 2004) er en dansk virksomhedsgrundlægger. Karl Toosbuy flyttede med sin kone Birte og deres datter Hanni til Bredebro i 1963, hvor han grundlagde en skofabrik, som blev til verdensfirmaet Ecco Sko A/S.
Toosbuy blev udlært på Hertz Garveri & Skotøjsfabrik i København og læste om aftenen til designer. Han blev udviklingschef på Tretorn i Helsingør og blev værkfører hos Nordsko i Ballerup, men ville være selvstændig. Familien solgte deres hus i Bagsværd og satsede alt på produktion af sko. Toosbuy brugte helt ny teknik med robotter, og han lod skafter fremstille i Indonesien og Thailand og montere på færdige sko i Portugal. Skoene vandt priser i udlandet, og efter at være betragtet som discount blev de også populære i Danmark. 
Karl Toosbuy stod bag en indsamling til prins Joachim og prinsesse Alexandra, så de kunne istandsætte Schackenborg. Siden har familien Toosbuy været fast gæst hos prins Joachim.
I 2003 blev Karl Toosbuy udnævnt til æresborger i Bredebro. Han blev også Ridder af Dannebrog.
I sin ungdom var Karl Toosbuy medlem af atletikklubben Helsingør IF sammen med bl.a. Georg Poulsen. Toosbuy nåede at sætte dansk rekord på 1.000 meter. Senere blev han en habil højdespringer i Københavns IF og sprang 1,75 i 1948.